# Flughafen Juanda (Surabaya)

i7
i11
i13
Der internationale Flughafen Juanda (indonesisch Bandara Internasional Juanda, IATA-Code: SUB, ICAO-Code: WARR) ist der Flughafen der indonesischen Millionenstadt Surabaya, der Hauptstadt der Provinz Jawa Timur.

## Lage
Der Flughafen befindet sich nahe der Stadt Sidoarjo, 20 Kilometer südlich von Surabaya, in Ostjava.

## Flughafeneinrichtungen
Nördlich der Piste befindet sich ein neues Fluggastgebäude samt neuem Taxiway und An-/Abrollwegen, Frachtterminal und Vorfeld. Das neue Abfertigungsgebäude besteht aus zwei, zweigeschossigen Gebäuden mit einem vorgelagerten Pier mit elf Flugsteigen samt Fluggastbrücken. Auf dem Vorfeld können vorerst 15 Flugzeuge parken. Durch die neuen Einrichtungen, die seit September 2006 in Betrieb gehen, ist der Flughafen einer der modernsten in Indonesien.

## Luftseitige Infrastruktur
Der Flughafen besitzt eine drei Kilometer lange und 60 Meter breite Start- und Landebahn in Ost-West-Richtung und einen zu dieser parallel verlaufenden Taxiway auf voller Länge. Es gibt fünf An- und Abrollwege zur Piste. Auf dem Vorfeld können Flugzeuge bis zur Größe einer Boeing 747 abgefertigt werden. Es gibt 19 Parkpositionen für Flugzeuge bis zur Größe eines Airbus A321. Statt diesen 19 Kurzstreckenflugzeugen können auch neun Großraumflugzeuge (engl. wide body) parken.

## Nahverkehr
Es gibt Busverbindungen zum Purabaya Terminal-Busbahnhof in Surabaya.
Taxis aller Taxi-Unternehmen dürfen Passagiere aus Surabaya zum Flughafen fahren. Fahrten vom Flughafen in die Stadt dürfen jedoch nur Taxis des „Primkopal Juanda Taxis“-Unternehmens durchführen. Sie fahren zu einem einheitlichen Preis zu Zielen in ganz Surabaya.

## Verkehrszahlen
| Betriebsjahr | Fluggastaufkommen | Luftfracht [Kg] | Flugbewegungen |
| ------------ | ----------------- | --------------- | -------------- |
| 2000         | 2.712.074         | 31.185          | 54.154         |
| 2001         | 3.301.435         | 37.767          | 62.141         |
| 2002         | 4.746.113         | 43.089          | 75.921         |
| 2003         | 6.584.711         | 42.910          | 82.779         |
| 2004         | 8.562.747         | 63.950          | 97.421         |
| 2005         | 8.217.415         | 66.647          | 99.485         |
| 2006         | 8.986.650         | 71.574          | 91.209         |
| 2007         | 8.823.228         | 58.815          | 87.687         |
| 2008         | 9.122.196         | 62.289          | 69.726         |
| 2009         | 10.562.906        | 62.357          | 76.754         |
| 2010         | 12.072.059        | 76.774          | 84.958         |
| 2011         | 13.778.287        | 95.146          | 103.846        |
| 2012         | 16.447.912        | 102.133         | 141.365        |
| 2013         | 17.683.955        | 121.935         | 155.421        |
| 2014         | 17.234.825        | 92.439          | 117.825        |
| 2015         | 17.143.911        | 130.398         | 137.051        |
| 2016         | 19.483.844        | 96.280          | 148.602        |
| 2017         | 20.127.928        | 97.650          | 148.730        |
| 2018         | 20.951.063        | 116.324         | 156.619        |
| 2019         | 16.626.186        | 88.496          | 129.719        |
| 2020         | 6.801.099         | 69.228          | 65.310         |
| 2021         | 5.446.196         | 70.244          | 55.942         |
| 2022         | 10.794.111        | (n/a)           | 78.028         |

## Zwischenfälle
- Am 9. Januar 1993 gab es an einer Hawker Siddeley HS 748-234 der Bouraq Indonesia Airlines (Luftfahrzeugkennzeichen PK-IHE) Probleme mit dem Triebwerk Nr. 2 (rechts). Bei der Rückkehr zum Startflughafen Surabaya stürzte die Maschine 2 Kilometer davor in einen Sumpf, zerbrach und fing Feuer. Von den 44 Insassen kamen 15 ums Leben, vier Besatzungsmitglieder und 11 Passagiere.[3]